# Königreich Valencia

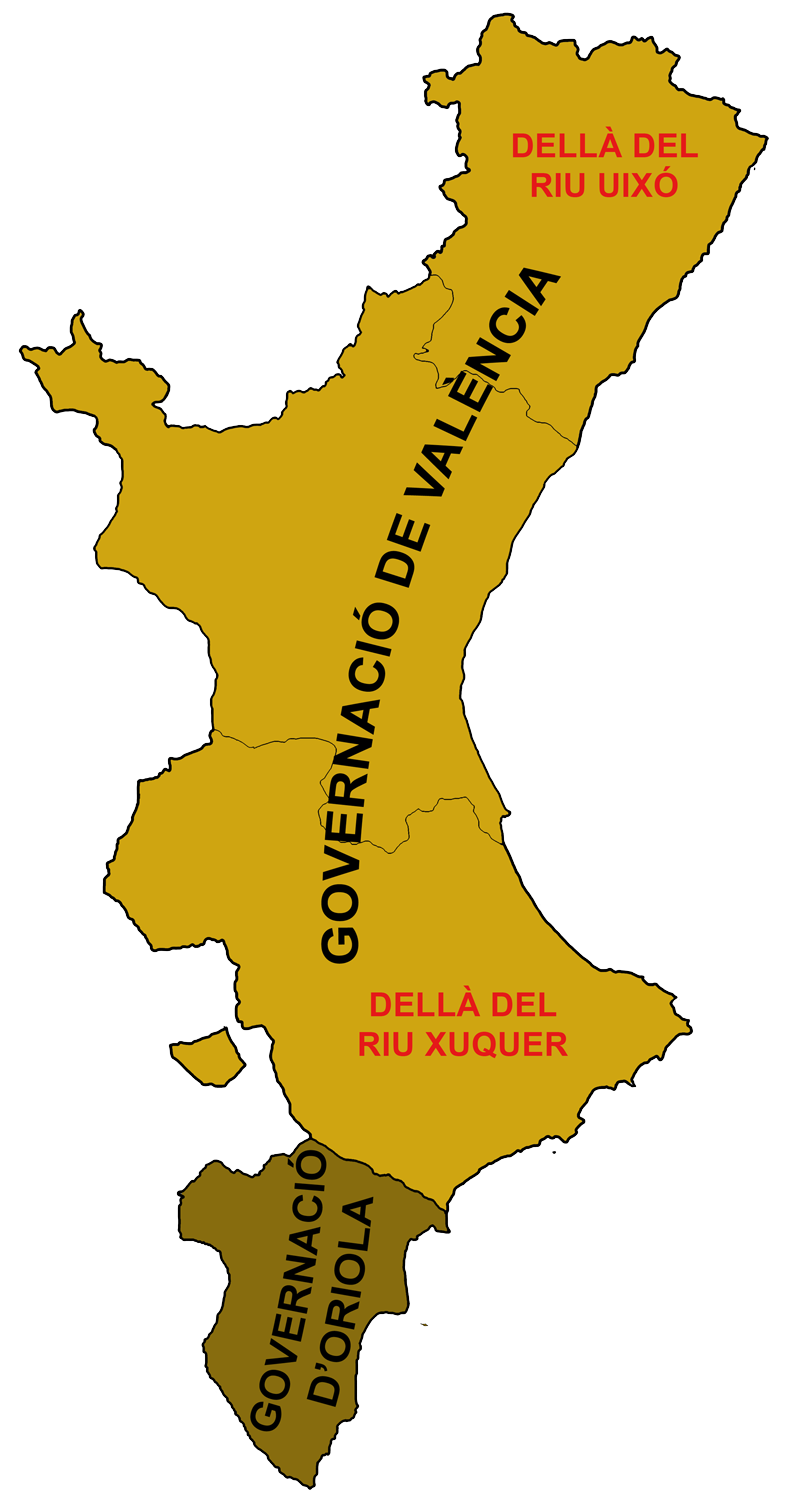
Das Königreich Valencia und seine Verwaltungsstruktur

Das Königreich Valencia an der Ostküste der Iberischen Halbinsel war ein Bestandteil der Krone Aragon. Als diese und das Königreich Kastilien mit dynastischen Mitteln das Königreich Spanien bildeten, wurde das Königreich Valencia ein Bestandteil der spanischen Monarchie.
Das Königreich Valencia wurde 1237 geschaffen, als das maurische Taifa-Königreich von Valencia im Verlauf der Reconquista erobert wurde. 1707 wurde es im Verlauf des Spanischen Erbfolgekriegs durch die Decretos de Nueva Planta König Philipps V. aufgelöst.
In den Jahrhunderten seines Bestehens wurde das Königreich auf Basis der in der Furs de Valencia festgelegten Gesetze und geschaffenen Institutionen regiert, durch die das Land eine weitgehende Autonomie behielt. Die Grenzen und die Identität der heutigen autonomen Gemeinschaft Comunitat Valenciana fußen weitgehend auf dem alten Königreich Valencia.

## Die Eroberung

### Ablauf
Die Eroberung des Königreichs Valencia begann 1232, als König Jakob I. von Aragón (Jaume I el Conqueridor) Morella überwiegend mit aragonesischen Truppen eroberte. Wenig später, 1233, wurden Burriana und Peñíscola der Taifa Balansiya (Valencia auf Arabisch) ebenfalls weggenommen.
Eine zweite und wesentlich wichtigere Eroberungswelle begann 1237, als Jakob I. die Truppen der Taifa Balansiya schlug. Er betrat die Stadt Valencia am 9. Oktober 1237, und dieses Datum wird heute als Geburtstag des Königreichs Valencia angesehen.
Eine dritte Phase der Eroberung fand zwischen 1243 und 1245 statt, in der dann die Grenzen, die zwischen Jakob I. und dem Erben des kastilischen Throns, Alfons dem Weisen, im Vertrag von Almizra vereinbart worden waren, Gestalt annahmen. Mit dieser Phase war dann für die Krone Aragón die Reconquista abgeschlossen, da alle weiter südlich und westlich liegenden Gebiete, Kastilien vorbehalten blieben.

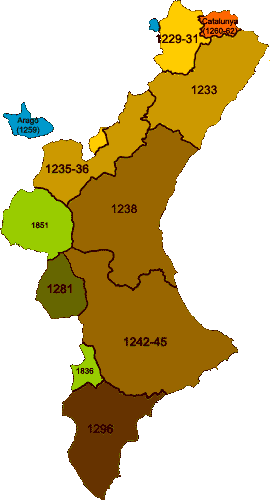
Christliche Eroberung des Königreichs Valencia; in grün dazu die Änderungen der Landesgrenzen im 19. Jahrhundert, in dunkelbraun die Eroberungen Jakobs II. südlich der Linie Biar-Busot

König Jakob II. der Gerechte, ein Enkel Jakobs I., überschritt 1296 die im Vertrag von Almizra festgelegte Grenze und eroberte den fruchtbaren Landstrich um Murcia, Orihuela und die Vega Baja del Segura, deren lokale Herrscher mit Kastilien verbündet waren. Die Grenzen zwischen Kastilien und der Krone Aragón wurden schließlich 1304 durch den Vertrag von Torrellas (Sentencia Arbitral de Torrellas) und 1305 durch den Vertrag von Elche revidiert, durch die Orihuela, Alicante und Elche dem Königreich Valencia zugeschlagen wurden, Murcia hingegen Kastilien.
Nach Abschluss der Eroberung waren vier Taifas von der Landkarte verschwunden: Balansiya, Alpuente, Dénia und Murcia.

### Ziele
Die moderne Forschung sieht die Eroberung Valencias als Kampf des Königs um neues Land, das frei von Ansprüchen des Adels sein sollte – ähnlich wie bei der Krone Kastiliens. Die neuen Territorien sollten dem König allein gehören, der dadurch seine Macht gegenüber dem Adel vergrößerte und absicherte. Zwar erhielten aragonesische Adlige auch Besitz im eroberten Gebiet, jedoch nur im dünn besiedelten und gebirgigen Hinterland. Die fruchtbare und dicht besiedelte Küstenebene behielt der König für sich zurück.
Diese Regelung hat sprachliche Konsequenzen bis heute:
- Das Hinterland wurde weitgehend von Kolonisten besiedelt, die aragonesisch sprachen, eine heute vom Kastilischen verdrängte Sprache.
- Die Küste wurde weitgehend von Kolonisten besiedelt, die katalanisch sprachen, daraus entwickelte sich das bis heute dominierende Valencianische.

## Schicksal der muslimischen Bevölkerung
Die Eroberung der muslimischen Taifa-Staaten bedeutete keinesfalls das Ende muslimischer Existenz in diesen Gebieten. Die Muslime durften als Mudéjares auf dem Gebiet des Königreichs Valencia verbleiben. Im Gegensatz zu anderen Gebieten auf der iberischen Halbinsel stellten die Mudejaren im Umland von Valencia sogar die Bevölkerungsmehrheit. Sie waren wichtig, um die Wirtschaft des Landes aufrechtzuerhalten, obwohl sie gleichzeitig als Bedrohung für die Stabilität des Königreichs angesehen wurden. Tatsächlich brachen unter der Führung des arabischen Fürsten Abū ʿAbdallāh Muhammad ibn Hudhail, genannt al-Azraq („der Blauäugige“), mehrfach heftige Aufstände gegen die christliche Herrschaft aus, so 1243, 1248, 1258 und 1276. Al-Azraq hatte sich zwar 1244 zum Vasallen von Jakobs Sohn erklärt, herrschte jedoch nach Art eines Taifa-Fürsten weiter. Seine Macht konnte erst beim letzten Mudejaren-Aufstand von 1276 gebrochen werden, bei dem er in der Nähe von Alcoy fiel. Ein wichtiger Rückzugsort der Muslime während der Aufstände war die Festung Montesa im Süden des Königreichs. Zwischen 1276 und 1291 kam es umgekehrt mehrfach zu Ausschreitungen von christlichen Gruppen gegen die muslimischen Gemeinschaften.
Als Mudejaren verfügten die Muslime über einige Rechte. Als sich 1250 die Muslime des Uxo-Tales Jakob I. ergaben, stellte er ihnen eine Urkunde aus, die ihnen mehrere Rechte zusicherte: 1. Die Muslime dürfen nach ihrer Sunna Ehen schließen, öffentliche Gottesdienste feiern und sich frei im Lande bewegen; 2. sie dürfen ihre Qādīs und Bevollmächtigten wählen und die Einkünfte der Moschee-Güter für die vorgesehenen Zwecke verwenden; 3. Christen dürfen nur dann unter ihnen wohnen, wenn sie damit einverstanden sind; 4. Muslime aus dem Uxo-Tal, die auf muslimisches Territorium ausreisen wollen, sind dazu befugt. Umgekehrt hatten sie aber die Pflicht, ein Achtel ihres Einkommens an den König bzw. seine Bevollmächtigten zu entrichten. Außerdem durften sie nicht in Gebiete ausreisen, die sich im Krieg mit dem König befanden. Später wurden aber unter dem Einfluss der Kirche die Rechte der Muslime eingeschränkt. So verbot Jakob II. 1313 die öffentliche Rezitation muslimischer Gebete.

## Die Blütezeit
Das Königreich Valencia hatte im 15. Jahrhundert seine Blütezeit auf Basis des Handels, der im Mittelmeer mehr und mehr durch die Krone Aragon mit den Basishäfen Barcelona und Valencia kontrolliert wurde. In Valencia wurde die „Taula de canvis“ eröffnet, teilweise eine Bank, teilweise eine Börse. Vielleicht das schönste Bauwerk aus dieser Zeit ist die Seidenbörse Llotja de la Seda, einer der wesentlichen Umschlagplätze im Mittelmeerraum im 16. Jahrhundert und eines der besten Beispiele ziviler gotischer Architektur Europas. Valencia war eine der ersten Städte Europas, in denen der Buchdruck Einzug hielt (Druck in Valencia des ersten in der Iberischen Halbinsel gedruckten Buches). Autoren wie Joanot Martorell und Ausiàs March sind die wesentlichen Schriftsteller dieser Zeit.

## Der Niedergang
1479 wurde das Königreich Valencia mit der Vereinigung Aragons und Kastiliens ein Teil Spaniens. Die habsburgischen Könige (1516–1700) bestätigten die Privilegien und Freiheiten ihrer Länder, die Verwaltungsstrukturen blieben intakt. Der Niedergang begann mit der Vertreibung der Juden 1492 (Alhambra-Edikt), setzte sich fort, als das neue Königreich sich stärker auf die Kolonien in Übersee fokussierte, und kulminierte, als der Aufstieg des Osmanischen Reichs und die Piraterie im westlichen Mittelmeer (Khair ad-Din Barbarossa, Turgut Reis) den Mittelmeerhandel fast zum Erliegen brachten: Valencia verlor seinen Status als europäische Wirtschaftsmetropole an die Städte Nord- und Mitteleuropas.
1521 entluden sich durch die Wirtschaftskrise aufgestaute soziale Spannungen in der Rebelión de las Germanias oder Revolte de les Germanies, einem Aufstand von Handwerkergilden gegen Adel und Bürgertum. Die Mudejaren hielten während dieser Aufstände loyal zum Adel, was einer der Gründe für das Scheitern der revolutionären Bewegung war. Nach der Niederschlagung der Aufstände konnte der König seine Macht in Valencia ausdehnen. Der christliche Mob rächte sich an den Muslimen für ihre Rolle während des Aufstandes mit Gewalt und zwang sie, zum Christentum zu konvertieren. Auf diese Weise entstand eine Gemeinschaft von Krypto-Muslimen. Die Vertreibung dieser kryptomuslimischen Morisken zwischen 1609 und 1614 war der letzte Schlag, der die valencianische Wirtschaft endgültig zum Erliegen brachte. Tausende Vertriebene bedeuteten, dass ganze Ortschaften verlassen wurden und die Landwirtschaft ihre Arbeitskräfte verlor.
Das Ende des Königreichs Valencia kam 1707 als Ergebnis des spanischen Erbfolgekriegs. Die Bevölkerung hatte zumeist den habsburgischen Prätendenten unterstützt. Nach der Schlacht von Almansa und dem Sieg der Bourbonen löste der neue König Philipp V. die alten Strukturen auf und schuf eine zentralisierte Monarchie.